# Abdul Karim Kásim
Abdul Karim Kásim (arabsky عبد الكريم قاسم‎, 21. listopadu 1914, Bagdád — 9. února 1963, Bagdád) byl irácký důstojník a politik, po státním převratu faktický vládce země v letech 1958 až 1963. V roce 1963 byl svržen a popraven během státního převratu vedeného stranou Baas.

## Život

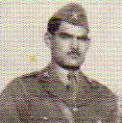
Abdul Karim Kásim v roce 1937

Irácká vlajka v době Kásimovy vlády

Pocházel ze smíšené rodiny, jeho otec byl Arab a matka Kurdka. Po střední škole pracoval jako učitel, pak vstoupil do armády, absolvoval britskou vojenskou akademii a získal hodnost brigádního generála. Zúčastnil se v řadách irácké armády první arabsko-izraelské války. V roce 1956 založil skupinu důstojníků, usilující o svržení královského režimu. Byl jedním z iniciátorů státního převratu 14. července 1958, kdy vojáci 20. brigády pod jeho velením v brzkých ranních hodinách obsadili královský palác a další klíčové budovy v Bagdádu a postříleli královskou rodinu.
Nový režim změnil prozápadní orientaci Iráku, vystoupil z Bagdádského paktu a vyjednal odsun britských vojsk ze země. Byl zrušen zákaz politických stran (Kásim však osobně rozhodoval, která strana bude legalizována) a přislíbeno provedení pozemkové reformy. Byla vytvořena Rada suverenity, v níž byli zastoupeni sunnité, šíité i Kurdové, její předseda Muhamad Najib ar-Rubají byl formální hlavou státu, skutečnou moc však držel Kásim jako předseda vlády a ministr obrany, který se dával titulovat jako az-zaím (vůdce). Další organizátor převratu Abdul Salám Árif byl jmenován místopředsedou vlády. Brzy však mezi ním a Kásimem došlo ke sporu: Árif navrhoval spojenectví se Sjednocenou arabskou republikou a vytvoření panarabského státu, kdežto Kásim byl irácký nacionalista, provedl neúspěšné pokusy o připojení Kuvajtu a Chúzistánu. V březnu 1959 se pokusili panarabisté vyvolat povstání v Mosulu, 7. října téhož roku spáchali členové strany Baas, mezi nimiž byl i pozdější diktátor Saddám Husajn, neúspěšný atentát na Kásima v centru Bagdádu. Odpovědí byly rozsáhlé represe, Árif byl odsouzen k trestu smrti, ale nakonec dostal od Kásima milost.
Kásim se pro svůj voluntarismus a kult osobnosti dostal do mezinárodní izolace, doma se proti němu postavila levice i pravice. Pokusil se řešit národnostní otázku: zakotvil v ústavě rovnoprávnost arabského a kurdského národa, mezi státními symboly se ocitlo kurdské slunce a zahnutý meč. Kurdové však požadovali stále rozsáhlejší autonomii a nakonec vyvolali ozbrojené povstání.
Kásim usiloval o rozsáhlé sociální reformy: zakázal mnohoženství a sňatky nezletilých, investoval do rozvoje školství (Irák měl v té době 95 % negramotných), nechal na předměstí Bagdádu postavit velké sídliště pro nejchudší vrstvy, dnešní Sadr City. Své plány chtěl financovat z iráckého ropného bohatství: inicioval založení Organizace zemí vyvážejících ropu, plánoval znárodnění iráckých ropných vrtů. Proto CIA podporovala Árifa a baasistickou opozici, která o ramadánu 1963 (8. až 10. února) provedla ozbrojený převrat. Kásim a jeho nejbližší spolupracovníci byli zatčeni a odsouzeni k smrti. V přímém televizním přenosu je vojáci připoutali k židlím a zastřelili. Těla byla svržena do hromadného hrobu nedaleko Bagdádu, který byl objeven až v roce 2004.